# Pirothyris vercoi
Pirothyris vercoi är en armfotingsart som först beskrevs av Blochmann 1910.  Pirothyris vercoi ingår i släktet Pirothyris och familjen Terebratellidae. Inga underarter finns listade i Catalogue of Life.